# Tactical Ops
Tactical Ops (volledige naam Tactical Ops: Assault on Terror) is een computerspel, vergelijkbaar met Counter-Strike. Het kan zowel over internet als tegen zogeheten bots (computer-gestuurde spelers) gespeeld worden.

## Opzet
Het spel (gespeeld in teams) gaat over twee groepen (Terroristen en Special Forces) die elkaar moeten uitroeien, waarbij het spel is gewonnen als het andere team is gedood. Een alternatief om te winnen is het uitvoeren van de missie (bijvoorbeeld gijzelaars redden, paneel hacken, informatie stelen, raket lanceren). Tactical Ops maakt gebruik van frags om de score bij te houden.

## Geschiedenis
Tactical Ops is begonnen als een gratis modificatie voor Unreal Tournament maar werd al snel beschikbaar als een alleenstaand spel, dat rond april 2000 werd uitgebracht. Het spel is gemaakt door Kamehan Studios en uitgebracht door Atari. De laatste officiële versie is 3.4.0.
In 2004 kregen fans van het spel toestemming van Atari om fouten (bugs) uit het spel te halen. Deze versie, 3.5.0, is op 16 maart 2005 uitgebracht.
Volgens CSports.net behoorde Tactical Ops in maart 2006 tot de 20 meest gespeelde online-spellen.